# René Allendy
René Félix Eugène Allendy (Parigi, 19 febbraio 1889 – Montpellier, 12 luglio 1942) è stato uno psicoanalista e medico francese.
Dopo un'infanzia difficile per ragioni di salute, riuscì a laurearsi in medicina. Nel 1912, sposò Alice Yvonne Nel-Dumouchel (1890-1935), con cui fondò alla Sorbona un Groupe d'études philosophiques et scientifiques pour l'examen des idées nouvelles, un gruppo di studio interdisciplinare che coinvolse anche Alfred Adler, Otto Rank, Jean Piaget, Darius Milhaud, Antonin Artaud e Juan Gris.
Nel 1926 fondò, insieme a René Laforgue e Marie Bonaparte, la Société psychanalytique de Paris (SPP). Tra i suoi numerosi pazienti si annoverano René Crevel, Anaïs Nin (di cui fu anche amante), Antonin Artaud, Ferdinand Alquié, Maurice Sachs e Hugh Parker Guiler.
Dopo la morte della moglie, sposò la sorella di lei, Colette, fondatrice della "Galerie Colette Allendy" che ha ospitato mostre di Picabia, Kandinskij, Picasso, Yves Klein, Jacques Villeglé, Raymond Hains e, dopo la guerra, gli archivi del marito psicoanalista.
Nel 1940 René lasciò Parigi per Montpellier, nella zona libera, ove tentò di farsi una clientela.
Scrittore poliedrico e fertile, lasciò diverse opere. Fu membro dell'Ordine massonico misto internazionale Le Droit Humain.

## Opere
- La Psychanalyse et les névroses, Paris: Payot, 1924 (con René Laforgue)
- Le Problème de la destinée. Étude sur la fatalité intérieure, Paris: Gallimard, 1927
- Les Rêves et leur interpretation psychanalytique, Paris: Alcan, 1930
- La Justice intérieure, Paris: Denoël et Steele, 1931
- La Psychanalyse. Doctrines et applications, Paris: Denoël et Steele, 1931
- Capitalisme et sexualité. Le conflit des instincts et les problèmes actuels, Paris: Denoël et Steele, 1932 (con la moglie Yvonne)
- Essai sur la guérison, Paris: Denoël et Steele, 1934
- Paracelse, le médecin maudit, Paris: Gallimard, 1937; trad. Paracelso. Il medico maledetto, Milano: Fratelli Bocca, 1942
- Rêves expliqués, Paris: Gallimard, 1938
- Le Problème sexuel à l'école, Paris: Aubier, 1938
- Journal d'un médecin malade, Paris: Denoël, 1941; Paris: Phébus, 2001
- Aristote ou le complexe de trahison, Genève: Mont-Blanc, 1942
- L'Enfance meconnue. Solutions pédagogiques, Genève: Mont-Blanc, 1946, trad. Bruno Canella, Infanzia incompresa. Soluzioni pedagogiche, Bologna: Cappelli, 1951
- L'Amour, Paris: Denoël, 1949, trad. Gianna Tornabuoni, Psicologia dell'amore, Roma: Astrolabio, 1951; trad. Alfredo Valledro, Amore, Roma: Ed. mediterranee, 1965
- Alchimia e medicina. Studio sulle teorie ermetiche nella storia della medicina, trad. Caio Mario Aceti, Roma: Atanòr, 1985
- Les Constitutions psychiques, a cura di Jacques Chazaud, Paris: l'Harmattan, 2002